# Belfaux
Belfaux là một đô thị trong huyện Sarine thuộc bang Fribourg ở Thụy Sĩ. Tên cũ tiếng Đức là Gumschen, nhưng nay ít được sử dụng.